# Esker
Esker, eskar, ešar, ili oz, koji se ponekad naziva asar, osar ili zmijoliki breg, dugačak je, vijugav greben od slojevitog peska i šljunka, čiji se primeri javljaju u ledenjačkim i ranije ledenjačkim regionima Evrope i Severne Amerike. Eskeri su često dugi nekoliko kilometara i zbog jednoličnog oblika izgledaju poput železničkih nasipa.

## Etimologija
Termin esker izveden je iz irske reči eiscir (staroirsko: escir), što znači „greben ili uzvišenje, posebno onaj koji razdvaja dve ravnice ili udubljene površine”. Irska reč je bila korištena i koristi se za specifično opisivanje dugih talasastih grebena, za koje se danas zna da su naslage fluvio-glacijalnog materijala. Najpoznatiji primer takvog eskera je Rijada, koji se prostire gotovo čitavom širinom Irske od Dablina do Golveja, udaljenost od 200 km, a još uvek je blisko sledi glavni put Dablin-Golvej.
Sinonim os dolazi od švedske reči za esker, ås.

## Geologija
Za većinu eskera se tvrdi da su nastali unutar tunela oivičenih ledom, potocima koji su tekli unutar i ispod lednika. Oni imaju tendenciju formiranja u vreme glacijalnog maksimuma, kada je glečer spor i trom. Nakon što su se ograničavajući ledeni zidovi rastopili, nanosi potoka su ostali kao dugački vijugavi grebeni. Voda može teći uzbrdo, ako je pod pritiskom u zatvorenoj cevi, kao što je prirodni tunel u ledu.
Eskeri se takođe mogu formirati iznad ledenjaka nakupljanjem sedimenata u supraglacijalnim kanalima, u rascepima, u linearnim zonama između stagnantnih blokova, ili u uskim nasipima na ivicama ledenjaka. Eskeri se formiraju u blizini krajnje zone glečera, gde se led ne kreće tako brzo i relativno je tanak.
Plastični protok i topljenje bazalnog leda određuje veličinu i oblik subglacijalnog tunela. To isto tako određuje oblik, sastav i strukturu eskera. Oni mogu postojati kao pojedinačni kanal, ili mogu biti deo razgranatog sistema sa pritokama. Oni se ne nalaze često kao kontinuirani grebeni, već imaju praznine koje razdvajaju vijugave segmente. Obodi grebena eskera obično nisu poravnati, i uglavnom su kvrgavi. Eskeri mogu biti široki ili imati oštre, strme bočne strane. Oni mogu dostići stotine kilometara i uglavnom su visine 20–30 metara.
Putanjom eskera upravlja njegova voda pod pritiskom u odnosu sa nadkriljujućim ledom. Generalno, pritisak leda je na takvom nivou da je eskerima omogućeno da se prostiru u pravcu ledničkog toka, ali su prisiljeni u najniže moguće tačke kao što su doline ili rečna korita, koja mogu odstupiti od direktnog puta glečera. Ovaj proces je ono što stvara široke jezgre na kojima se mogu graditi putevi i autoputevi. Manji pritisak, koji se javlja u područjima bližim glečerskom maksimumu, može dovesti do topljenja leda preko toka potoka i stvaranja strmozidnih, oštro zasveđenih tunela.
Koncentracija kamenih ostataka u ledu i brzina kojom se sedimenti dovodi do tunela topljenjem i od uzvodnog transporta određuje količinu taloga u eskeru. Talog se obično sastoji od vodom nanesenog krupnozrnog peska i šljunka, mada se šljunkovita ilovača može naći tamo gde je debris bogat glinom. Ovaj sediment je slojevit i sortiran, i obično se sastoji materijala uskog opsega veličina oblutaka, s povremenim gromadama. Podloga može biti neredovna, ali je gotovo uvek prisutna, a ukrštanje slojeva je često.
Postoje različiti slučajevi gde su se unutrašnje dine razvile pored eskara nakon deglaciacije. Ove dine se često nalaze na zavetrinskoj strani eskara, ako esker nije orjentisan paralelno sa prevladavajućim vetrovima. Primeri dina razvijenih na eskerima mogu se naći i u švedskoj i u finskoj Laponiji.

## Život na eskerima
Eskeri su presudni za ekologiju severne Kanade. Nekoliko biljaka koje rastu na eskerima, uključujući medveđi koren i brusnicu, važna su hrana za medveda i migrirajuće vodene ptice; životinje od grizli medveda do vukova iz tundri do veverica mogu se ukopati u eskere da bi preživeli duge zime.

## Primeri eskera

### Evropa
U Švedskoj se esker Upsalasen proteže na rasponu od 250 km (160 mi) i prolazi kroz grad Upsala. Esker Badelundasen je dug više od 300 km (190 mi) od Nićepinga do jezera Siljan. Pispala u Tamperu u Finskoj nalazi se na istoku između dva jezera urezana glečerima. Slična lokacija je Punkaharju u finskoj jezerskoj oblasti.
Selo Kemnaj u Aberdinpiru u Škotskoj ima pet kilometara dug esker, lokalno zvan Kembovi bregovi. U Bervikširu na jugoistoku Škotske nalazi se Bedšil Kajms, 3 km dug esker koji je visok do 15 m, a nastao je od ledenog toka u dolini Tvida.

### Severna Amerika
Veliki eskerski park se prostire duž reke Bak u Vejmutu u Masačusetsu i dom je najvišeg eskera u Severnoj Americi (90 ft).
U državi Mičigen ima preko 1.000 eskera, pre svega na južnom centralnom delu Donjeg poluostrva. Najduži esker u Mičigenu je 22 milje dugačak Mejsonov esker, koji se proteže na jugojugoistoku od Devita preko Lansinga i Holta, pre nego što se završi u blizini Mejsona.
Sistemi eskera u američkoj državi Majn mogu se pratiti do 100 milja. Telonov esker se pruža na rasponu od 800 kilometara (497 milja) i opkoračuje granicu između Severozapadnih teritorija i Nunavuta u Kanadi. Uvajuk ili planina Peli, u teritorijalnom parku Ovajok u regionu Kitikmeot u Nunavutu je esker.
Putevi se ponekad grade duž eskera da bi umanjili troškovi gradnje. Primeri uključuju autoput Denali na Aljasci, put Transtajga u Kvebeku i segment „Avio-kompanija” državne rute 9 u Mejnu između Bangora i Kala. Postoje brojni dugi eskeri u državnom parku Adirondak u gornjem delu savezne države Njujork.

## Literatura
- Trenhaile, Alan (2007). Geomorphology: A Canadian Perspective. Don Mills, Ontario: Oxford University Press. стр. 188–191. ISBN 978-0-19-542474-4.
- Lindström, Erling (1988). „Are roches moutonnées mainly preglacial forms?”. Geografiska Annaler. 70 A (4): 323—331. doi:10.2307/521265.
- Hall, Adrian M.; Ebert, Karin; Kleman, Johan; Nesje, Atle; Ottesen, Dag (2013). „Selective glacial erosion on the Norwegian passive margin”. Geology. 41 (12): 1203—1206. doi:10.1130/g34806.1.
- Lidmar-Bergström, Karna; Bonow, Johan M.; Japsen, Peter (2013). „Stratigraphic Landscape Analysis and geomorphological paradigms: Scandinavia as an example of Phanerozoic uplift and subsidence”. Global and Planetary Change. 100: 153—171. doi:10.1016/j.gloplacha.2012.10.015.
- Lidmar-Bergström, Karna (1997). „A long-term perspective on glacial erosion”. Earth Surface Processes and Landforms. 22: 297—306.
- „Introduction to Glaciers”. National Park Service. Архивирано из оригинала 3. 9. 2006. г.
- Treatise on geomorphology. Shroder, John F., 1939-. London: Academic Press. 2013. ISBN 9780080885223. OCLC 831139698.
- „National Snow and Ice Data Center (NSIDC)”. Choice Reviews Online. 43 (10): 43—5905—43—5905. 1. 6. 2006. ISSN 0009-4978. doi:10.5860/choice.43-5905.
- Paul, Frank; Ramanathan, A.L.; Mandal, Arindan (6. 3. 2017), „Ice Caps”, International Encyclopedia of Geography: People, the Earth, Environment and Technology, John Wiley & Sons, Ltd, стр. 1—10, ISBN 9780470659632, doi:10.1002/9781118786352.wbieg0210
- Society, National Geographic (16. 8. 2012). „ice sheet”. National Geographic Society (на језику: енглески). Архивирано из оригинала 13. 01. 2020. г. Приступљено 5. 4. 2019.
- Clark, P. U.; Dyke, A. S.; Shakun, J. D.; Carlson, A. E.; Clark, J.; Wohlfarth, B.; Mitrovica, J. X.; Hostetler, S. W.; McCabe, A. M. (6. 8. 2009). „The Last Glacial Maximum”. Science. 325 (5941): 710—714. ISSN 0036-8075. PMID 19661421. doi:10.1126/science.1172873.
- Paul, Frank; Ramanathan, A.L.; Mandal, Arindan (6. 3. 2017), „Ice Caps”, International Encyclopedia of Geography: People, the Earth, Environment and Technology, John Wiley & Sons, Ltd, стр. 1—10, ISBN 9780470659632, doi:10.1002/9781118786352.wbieg0210
- Spagnolo, Matteo; Phillips, Emrys; Piotrowski, Jan A.; Rea, Brice R.; Clark, Chris D.; Stokes, Chris R.; Carr, Simon J.; Ely, Jeremy C.; Ribolini, Adriano (22. 2. 2016). „Ice stream motion facilitated by a shallow-deforming and accreting bed”. Nature Communications. 7 (1). ISSN 2041-1723. doi:10.1038/ncomms10723 .
- Mcintyre, N. F. (1985). „The Dynamics of Ice-Sheet Outlets”. Journal of Glaciology (на језику: енглески). 31 (108): 99—107. ISSN 0022-1430. doi:10.1017/S0022143000006328 .
- Stokes, C. R.; Margold, M.; Clark, C. D.; Tarasov, L. (17. 2. 2016). „Ice stream activity scaled to ice sheet volume during Laurentide Ice Sheet deglaciation” (PDF). Nature. 530 (7590): 322—326. ISSN 0028-0836. PMID 26887494. doi:10.1038/nature16947.
- Benn, Douglas I.; Åström, Jan A. (2018). „Calving glaciers and ice shelves”. Advances in Physics: X. 3 (1): 1513819. ISSN 2374-6149. doi:10.1080/23746149.2018.1513819 .